# Гертруда Вокер
Гертруда Во́кер (нім. Gertrud Woker; 16 грудня 1878, Берн, — 13 вересня 1968, Марін-Епаньє) — швейцарська активістка руху за мир, хімікиня і борчиня за права жінок.

## Життєпис
Дочка професора старокатолицького богослов'я та історії Філіпа Вокера. Від 1900 року вивчала органічну хімію в Бернському університеті, і 1903 року захистила докторську дисертацію з теми «Синтез 3,4-діоксифлавону». 1907 року здобула право викладати у вищій школі й стала першою жінкою-приват-доцентом хімії в німецькомовних вищих навчальних закладах. З нагоди вступу на посаду Вокер прочитала лекцію «Проблеми дослідження каталізу», в якій окреслила коло своїх майбутніх наукових інтересів.
З початком Першої світової війни включилася в антивоєнний рух, і головною темою її діяльності стала боротьба проти хімічної війни. Почавши з листівок, надалі Вокер урізноманітнювала форми протесту. Одночасно вона займалася захистом прав жінок, зокрема, вимагаючи надання жінкам права голосу. 1915 року стала співзасновницею Міжнародного комітету жінок за міцний мир, пізніше перейменованого на Міжнародну жіночу лігу за мир і свободу (МЖЛМС), а також стала однією із засновниць швейцарського відділення МЖЛМС.
Стала одною з піонерів біохімії і 1933 року за свої новаторські роботи отримала звання екстраординарного професора, попри несхвалення науковою спільнотою своєї пацифістсько-політичної діяльності.
Того ж року в Німеччині нацисти спалили її книгу Der kommende Gift — und Brandkrieg und seine Auswirkungen gegenüber der Zivilbevölkerung.
Також Вокер брала участь у діяльності католицької церкви і займалася мистецтвом.
Від 1957 року керувала швейцарським відділенням МЖЛМС.
На честь Вокер названо вулиці в Берні та Дюссельдорфі.

## Вибрані твори
- Skizzen. — Bern: Sturzenegger, 1902.
- Die Katalyse. Allgemeiner Teil: 1910.
- Die Katalyse. Spez. Teil 1: Anorganische Katalysatoren, 1916.
- Die Katalyse. II. Teil: Biologische Katalysatoren, 1924—1931.
- Über Giftgase (Vortrag, gehalten beim Kongreß der I.F.F.F. in Washington, Mai 1924)
- Wissenschaft und wissenschaftlicher Krieg. — Zürich: Schweiz. Zentralstelle f. Friedensarbeit, 1925.
- Der kommende Giftgaskrieg. — Leipzig: Ernst Oldenburg Verlag, 1925.
- Selbstbiografie. — Führende Frauen Europas. In sechzehn Selbstschilderungen. — München, 1928.
- Giftgas und Tiere. — Zürich: Zentralstelle für Friedensarbeit. 1928.
- Hidigeigeis Ende. — Zürich: Zentralstelle für Friedensarbeit. 1929.
- Der kommende Gift- und Brandkrieg und seine Auswirkungen gegenüber der Zivilbevölkerung. — Leipzig: Ernst Oldenburg Verlag, 1932.
- Bericht über biologischen Krieg. 1949.
- Massenvernichtungs-Waffen, 1952.
- An die Ewiggestrigen. — Zürich (Genossenschaftsdruck), um 1956.
- Die Chemie der natürlichen Alkaloide. — Stuttgart: F. Enke, 1956.
- Atomic Energy and alternative sources of power. — Genf: Women's International League for Peace and Freedom, 1957.
- Atomaufrüstung auch in der Schweiz? — Zürich: Pazifistische Bücherstube, 1958.
- Rettet die Menschheit! Ansprache an dem am 6. Mai 1962 im «Hirschen» in Lörrach stattgefundenen Deutsch-Französisch-Schweizerischen Friedenstreffen, 1962.
- Wie steht es mit der Achtung vor dem menschlichen Leben?, 1963.